# Alice Sz. Burger
Alice Szászné Burger (* 5. März 1925; † 28. Dezember 2022) war eine ungarische Provinzialrömische Archäologin.

## Leben und Wirken
Alice Sz. Burger studierte an der Eötvös-Loránd-Universität in Budapest und schloss mit einem Diplom ab.
1949 bis 1950 arbeitete sie für das Nationale Zentrum für Museen und Denkmäler, von 1951 bis 1982 arbeitete sie am Ungarischen Nationalmuseum in Budapest, wo sie unter anderem die Abteilung Bodenforschung leitete. Aus ihrer Zusammenarbeit mit dem Generaldirektor Ferenc Fülep entstanden mehrere gemeinsame Veröffentlichungen. 1959 wurde sie mit einer Arbeit über die Archäologie des Altertums promoviert; 1981 wurde ihre Kandidatendissertation über den spätrömischen Geldumlauf in Pannonia veröffentlicht.
Ihre Arbeitsgebiete waren die Provinzialrömische Archäologie, insbesondere die Provinz Pannonia und die antike Stadt Aquincum, die Untersuchung von Bestattungsritualen und Gräberfeldern, die Denkmalforschung und die Numismatik. Sie nahm an Grabungen in den Komitaten Baranya, Tolna und Somogy teil und arbeitete mit an den Projekten Tabula Imperii Romani, Corpus Signorum Imperii Romani und Die römischen Inschriften Ungarns, ferner publizierte sie Nachträge zum Corpus Inscriptionum Latinarum.
Mehrere Jahre war sie Herausgeberin der Régészeti Füzetek (Archäologische Hefte) des Ungarischen Nationalmuseums.

## Schriften
- Aldozati jelenet Pannónia köemlékein (= Régészeti Füzetek. Series II, Nr. 5). Ungarisches Nationalmuseum, Budapest 1959, OCLC 458981800.
- The late roman cemetery at Ságvár. Akadémiai Nyomda, Budapest 1966, OCLC 611596885 (Aus: Acta archaeologica Academiae Scientiarum Hungaricae. 18, 1966, S. 99–234 (online, PDF; 450 MB)).
- mit Ferenc Fülep: Pécs római kori kőemlékei. Janus Pannonius Múzeum, Pécs 1974, OCLC 1014783083.
- Das spätrömische Gräberfeld von Somogyszil. Akadémiai, Budapest 1979, ISBN 963-05-1855-4 (online, PDF; 57,6 MB).
- Late Roman money circulation in South-Pannonia. Ungarisches Nationalmuseum, Budapest 1981, ISBN 963-562-922-2.
- mit Ferenc Fülep: Das Gebiet zwischen der Drau und der Limesstrecke Lussonium-Altinum (= Die römischen Inschriften Ungarns. Teil 4). Akadémiai, Budapest 1984, ISBN 963-05-3254-9.
- Die Skulpturen des Stadtgebietes von Sopianae und des Gebietes zwischen der Drau und der Limesstrecke Lussonium-Altinum (= Corpus signorum imperii Romani. Teil 7). Akadémiai, Budapest 1991, ISBN 963-05-5595-6.

Artikel und Beiträge
- Collegiumi kőfaragóműhelyek Aquincumban. In: Budapest Régiségei. 19, 1959, S. 9–26 (online)
- Die Szene der „lupa capitolina“ auf provinzialen Grabsteinen. In: Folia Archaeologica. 13, 1961, S. 51–61 (online).
- Bemerkungen und Nachträge zu CIL III 3299. In: Folia Archaeologia. 17, 1965, S. 103–109 (online).
- Rómaikori temető Majson. In: Archaeologiai Értesítő. 99, 1972, S. 64–100 (online, PDF; 292,5 MB).
- mit Ferenc Fülep: Baranya Megye a Római Korban. In: Gábor Bándi (Hrsg.): Baranya megye története az őskortól a honfoglalásig. Pécs 1979, ISBN 978-963-01-2342-6, S. 221–317 (online, ungarisch), deutsche Zusammenfassung: S. 318–328 (online).